# Palmstaden IK
Palmstaden IK, eller Palmstaden Innebandy, är ett innebandylag som bildades 1986 och som har Söderslättshallen i Trelleborg som hemmahall. Laget har palmerna som klubbmärke. Lagets hemmadress klubbfärger är svart tröja, svarta shorts, svarta strumpor, och vit tröja, svarta shorts, vita strumpor för bortadress. Publikrekordet för Palmstaden IK ligger på 889 personer och det sattes den 13 januari 2010 då laget tog emot FC Helsingborg i DM i Söderslättshallens A-hall.  